# بنجامين فرانكلين كاميرون
بنجامين فرانكلين كاميرون (بالإنجليزية: Benjamin Franklin Cameron)‏ هو قاضي أمريكي، ولد في 14 ديسمبر 1890 في ميريديان في الولايات المتحدة، وتوفي في 3 أبريل 1964.